# الیزابت ویلبوردسه
الیزابت ویلبوردسه (انگلیسی: Elisabeth Willeboordse؛ زادهٔ ۱۴ سپتامبر ۱۹۷۸) جودوکار اهل هلند است.
وی در مسابقات کشوری و بین‌المللی در مجموع برندهٔ ۲ مدال طلا، ۱ مدال نقره، ۳ مدال برنز شده‌است.